# Ina (Saitama)
Ina (jap. 伊奈町, -machi) ist eine Kleinstadt auf der japanischen Hauptinsel Honshū im Landkreis Kitaadachi in der Präfektur Saitama.

## Geografie
Ina liegt westlich von Hasuda, nördlich von Saitama und östlich von Ageo.

## Angrenzende Städte und Gemeinden
- Ageo
- Okegawa
- Hasuda

## Verkehr
- Zug:
  - New Shuttle nach Ōmiya